# Rafael Faraco
Rafael Faraco (Acquafredda, 1832 — Garopaba, 15 de março de 1917) foi um padre e político ítalo-brasileiro.

## Biografia
Foi deputado à Assembleia Legislativa Provincial de Santa Catarina na 20ª legislatura (1874 — 1875), na 21ª legislatura (1876 — 1877), e na 22ª legislatura (1878 — 1879), sendo depurado.
Foi deputado à Assembleia Legislativa de Santa Catarina na 3ª legislatura (1898 — 1900).